# Некрополь Гізи
Некро́поль Гі́зи — комплекс давньоєгипетських пірамід, розташований на плато Гіза в передмісті Каїра у Єгипті. Цей комплекс стародавніх пам'ятників розташований на відстані близько 8 км у напрямку до центру пустелі від старого міста Гіза на Нілі та приблизно за 25 км на північний захід від центра міста Каїр.
Піраміди, котрі здавна вважаються емблемою Давнього Єгипту в очах Західного світу, здобули славу ще у грецькі часи, коли Велика Піраміда була внесена Антипатром Сідонським у перелік семи чудес стародавнього світу. Разом з тим, це — єдина пам'ятка з античних Семи чудес, що збереглася до нашого часу.
Піраміди Гізи, що отримали назву одного з чудес світу, були збудовані у III тис. до н. е. фараонами IV династії Хуфу (2604—2581), Хафра (2572—2545) і Мікерина (2545—2511).
Давньоєгипетський некрополь складається з піраміди Хеопса (або Хуфу, також відома як Велика Піраміда), дещо меншої піраміди Хефрена (або Хафра) в декількох сотнях метрів на південний захід і, ще менших розмірів, піраміди Мікерина в кількох сотнях метрів далі на південний захід. Великий Сфінкс розташований на східній стороні комплексу обличчям на схід. Зараз єгиптологи досягли консенсусу, що голова Великого Сфінкса є головою фараона Хафра.
Фараони Хеопс та Хефрен жили у Мемфісі.
Біля цих головних споруд також розташовані менші споруди-«сателіти», як от піраміди «цариць», мощені дороги й піраміди долини.

## Піраміди та комплекс Великого Сфінкса

### Комплекс піраміди Хеопса
Комплекс піраміди Хеопса, окрім самої Великої Піраміди, також складається з Храму долини, що зараз захований під селом Назлет ель-Самман (англ. Nazlet el-Samman) — було знайдено базальтову бруківку та вапнякові стіни, проте пам'ятку не розкопали. Храм долини з'єднувався мощеною дорогою, котру було сильно пошкоджено під час побудови села. Ця мощена дорога вела до Погрібального храму Хеопса, від якого зараз залишилися лише базальтова бруківка. Своєю чергою, Погрібальний храм з'єднувався з пірамідою фараона. Неподалік піраміди Хеопса знаходяться три піраміди «цариць», що з'єднані з нею, та п'ять заглибин для човнів. У цих заглибинах колись знаходилися човни, два з яких дійшли до нашого часу неушкодженими. Один з таких човнів було відновлено й виставлено у музеї.
Піраміда Хеопса стоїть на невеликій кількості наріжних каменів, котрі було зроблено з білого вапняку із місцевості Мукаттам, що неподалік.

### Комплекс піраміди Хефрена
Комплекс піраміди Хефрена (Хафре) складається з Храму долини (часом називають також Храмом Сфінкса), мощеної дороги, Погрібального храму і піраміди фараона. У Храмі долини збереглося кілька статуй Хафре, ще кілька було знайдено у колодязі в підлозі храму Огюстом Марієттом у 1860 році. Решта статуй фараона було віднайдено в часі розкопок Зіґліна, Юнкера, Рейзнера та Хассана. Комплекс  Хефрена містив п'ять човнових ям і допоміжну піраміду з сердабом. :19–26
Піраміда видається більшою, ніж сусідня піраміди Хеопса через свою більшу піднесеність над місцевістю та крутіший кут будівництва. Проте, фактично, вона менша за піраміду Хеопса і висотою, і об'ємом. Піраміда Хефрена зберегла добрий зразок розташування каменів на вершині.

### Комплекс піраміди Менкаура
Комплекс піраміди Менкаура (Мікеріна) також складається з Храму долини, мощеної дороги, Погрібального храму та піраміди фараона. У Храмі долини, як і в Погрібальному храмі, збереглося декілька скульптур фараона Менкаура. У часі правління П'ятої династії до Храму долини було здійснено прибудову. Коло піраміди фараона розташовано також три менш важливі піраміди — так звані піраміди «цариць». :26–35
З усіх чотирьох основних пірамід Некрополя Гізи, тільки піраміда Менкаура до нашого часу не зберегла початкового покриття з вапняку.

### Сфінкс
Сфінкс датується правлінням царя Хефрена. Деякий час між передніми лапами Сфінкса був розташований вівтар. Під час Нового царства Аменхотеп II заклав новий храм на честь Хаурона-Харемахета (англ. Hauron-Haremakhet) і його справу завершили наступні правителі. :39–40

### Гробниця цариці Хенткаус I
Хенткаус І була похована у Гізі. Її гробниця відома під позначеннями LG 100 і G 8400, знаходиться на Центральному полі, неподалік від долинного храму Менкаура. Комплекс піраміди цариці Хенткаус I включає її піраміду, яму для човна, храм у долині та міста пірамід. :288–289

## Карта плато Гіза
|  | 1. Піраміда Хеопса 2. Піраміда Хефрена 3. Піраміда Мікеріна 4. Погребальний храм Хефрена 5. Погребальний храм 6. Піраміда супутник 7. Храм Хефрена в долині 8. Храм Мікеріна в долині 9. Гробниця цариці Хетеп-Херес I 10. Піраміда Хенткаус I 11. Піраміди цариць 12. Мастаби 13. Великий сфінкс 14. Храм сфінкса 15. Гробниця Хемиуну 16. Центр вивчення пірамід 17. Квиткова каса | 18. Ями, в яких знайдено Човен Хеопса 19. Нова дорога 20. Гробниці висічені в скелі 21. Посерення ремремісників 22. Каїр 23. Поселення Назлет-ель-Самман 24. Погребальна дорога 25. каменоломня Мікеріна 26. Сучасне кладовище 27. На південь, гробниці вирубані в скельній породі 28. Стіна огорожі 29. Мастаби і гробниці вирубані в скельній породі 30. Західне кладовище 31. Східне кладовище 32. Зона мастаб в центрі і гробниці вирубані в скелі |

## Гробниці

### Східні гробниці

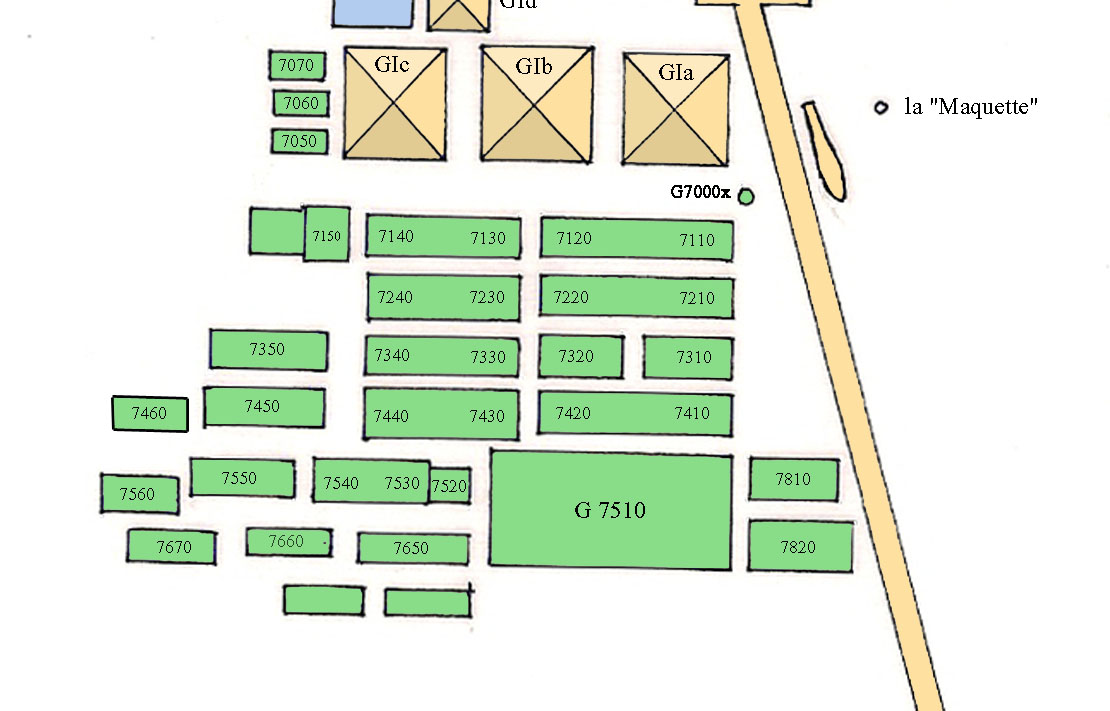
План східних поховань

Східні гробниці розташовані на схід від піраміди Хуфу і включають кладовище G 7000. Тут поховані деякі члени сім'ї Хуфу, а також жерці 5–6 династії.

### Західні гробниці

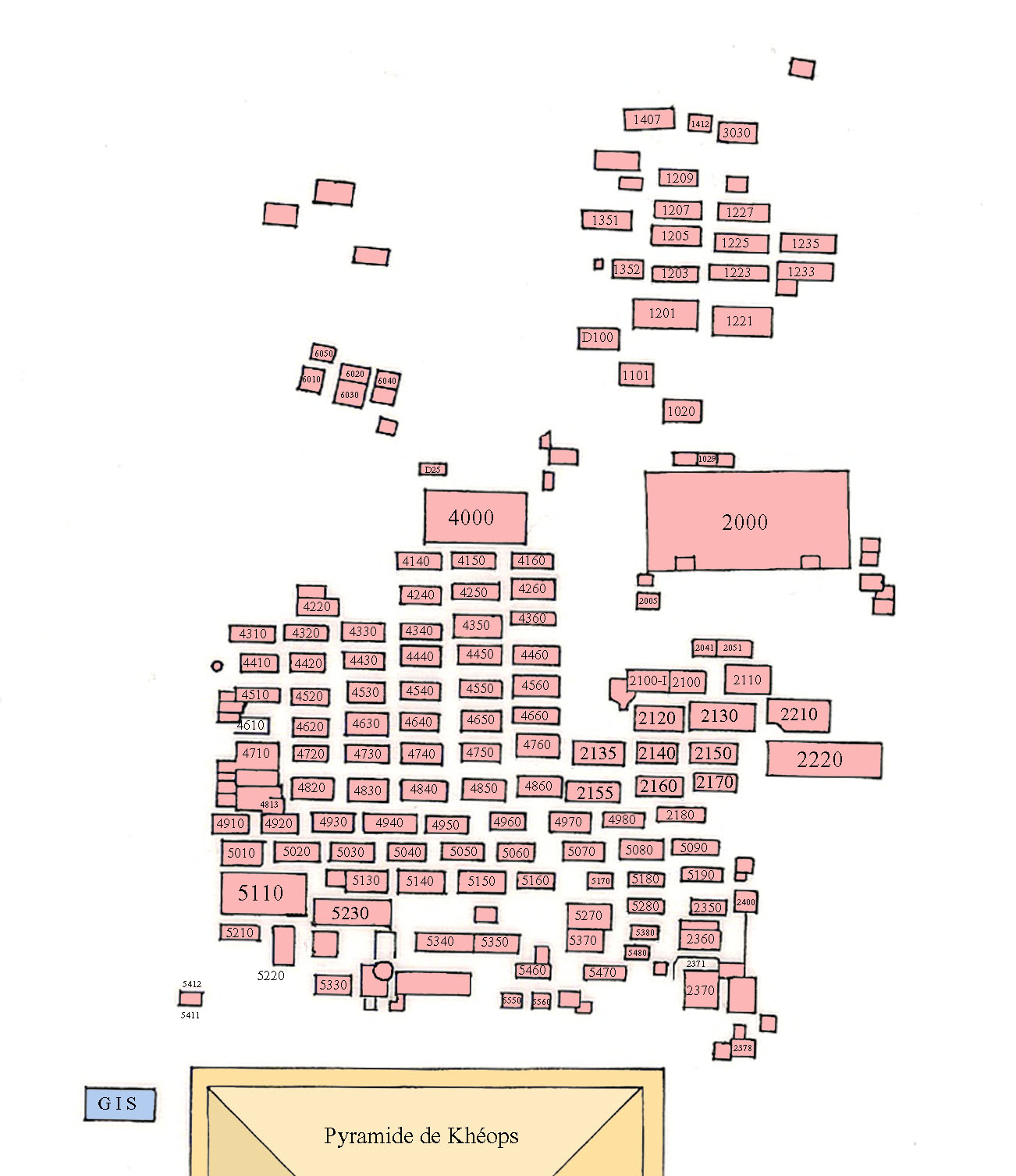
План західних поховань

Західні гробниці розташовані на захід від піраміди Хуфу. Деякі з них названі за номерами мастаб, деякі — за іменами археологів, які їх досліджували.
| Назва (англ.)          | Період                       | Розкопки                         |
| ---------------------- | ---------------------------- | -------------------------------- |
| Abu Bakr Excavations   | 5 і 6 династія               | (1949—1953)                      |
| Cemetery G 1000        | 5 і 6 династія               | Reisner (1903—1905)              |
| Cemetery G 1100        | 5 і 6 династія               | Reisner (1903—1905)              |
| Cemetery G 1200        | Переважно 4 династія         | Reisner (1903—1905)              |
| Cemetery G 1300        | 5 і 6 династія               | Reisner (1903—1905)              |
| Cemetery G 1400        | 5 і 6 династія               | Reisner (1903—1905               |
| Cemetery G 1500        |                              | Reisner (1931?)                  |
| Cemetery G 1600        | 5 династія і пізніше         | Reisner (1931)                   |
| Cemetery G 1900        |                              | Reisner (1931)                   |
| Cemetery G 2000        | 5 і 6 династія               | Reisner (1905—1906)              |
| Cemetery G 2100        | 4, 5 династія і пізніше      | Reisner (1931)                   |
| Cemetery G 2200        | Пізня 4 або рання 5 династія | Reisner ?                        |
| Cemetery G 2300        | 5 і 6 династія               | Reisner (1911—1913)              |
| Cemetery G 2400        | 5 і 6 династія               | Reisner (1911—1913)              |
| Cemetery G 2500        |                              | Reisner                          |
| Cemetery G 3000        | 6 династія                   | Fisher and Eckley Case Jr (1915) |
| Cemetery G 4000        | 4 династія і пізніше         | Junker and Reisner (1931)        |
| Cemetery G 6000        | 5 династія                   | Reisner (1925—1926)              |
| Junker Cemetery (West) | Пізнє Давнє царство          | Junker (1926—1927)               |
| Steindorff Cemetery    | 5 і 6 династія               | Steindorff (1903—1907)           |
| Junker Cemetery (East) | Пізнє Давнє царство          | Junker                           |

### Південні гробниці

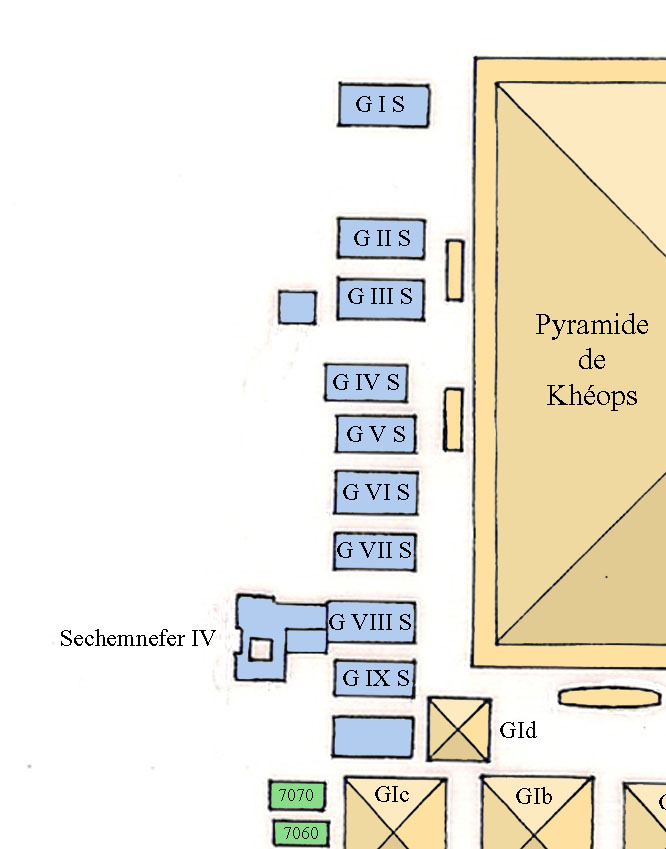
План південних поховань

Поховання південних гробниць датуються 2–3 династією і 5–6 династією.

### Центральні гробниці
Включають поховання деяких членів царської сім'ї. Датуються 4–5 династіями та пізніше.
| Номер          | Похований       |
| -------------- | --------------- |
| G 8172 (LG 86) | Nebemakhet      |
| G 8158 (LG 87) | Nikaure         |
| G 8156 (LG 88) | Persenet        |
| G 8154 (LG 89) | Sekhemkare      |
| G 8140         | Niuserre        |
| G 8130         | Niankhre        |
| G 8080 (LG 92) | Iunmin          |
| G 8260         | Babaef          |
| G 8466         | Iunre           |
| G 8464         | Hemetre         |
| G 8460         | Ankhmare        |
| G 8530         | Rekhetre        |
| G 8408         | Bunefer         |
| G 8978         | Khamerernebty I |

### Гробниці будівельників пірамід
У 1990 році поряд з пірамідами були виявлені гробниці, що належали робітникам, а у 2009 році неподалік було знайдено ще одне поховання. Хоча вони не були муміфіковані, їх поховали в гробницях глинобитних гробницях з пивом і хлібом, щоб підтримати їх у загробному житті. Близькість гробниць до пірамід і спосіб поховання підтверджує теорію, що це були наймані робітники, які пишалися своєю роботою, а не раби, як вважалося раніше.  Свідчення з гробниць вказують на те, що 10 000 робітників, які працювали у тримісячні вахти, будували піраміду близько 30 років.  Більшість робітників, судячи з усього, були вихідцями з бідних сімей. Такі фахівці, як архітектори, муляри, металісти та теслі, постійно наймалися фараоном на посади, що вимагали найбільшої майстерності.   

## Каменоломні для будівництва пірамід
Масштаби гірничих робіт, які забезпечили будівництво пірамід відповідають останнім. Величезні каменоломні були виявлені як поблизу районів пірамід, так і на значних відстанях від них (десятки й навіть сотні кілометрів), що пояснюється потребами в різних гірських породах і великих об'ємах каменю. Завдяки особливим кліматичним умовам Єгипту давні каменоломні добре збереглися (зокрема в Асуані), що дозволило реконструювати технологію гірничих робіт.
В одних випадках відокремлення великих блоків каменю розпочинали з улаштування позаду й з боків блоку врубів у вигляді вузьких щілин, які утворювали кайловим інструментом. Потім у вруби вбивалися клини, що й відривали блок від породного масиву. Для зручності роботи й для запобігання закриття щілин при заміні менших клинів на більші, в щілини могли закладати металеві шари або стрижені. Щоб не пошкодити окрайки блоку, між металевим клином і каменем розміщували дерев'яні підкладки.
Іноді замість врубу по лінії запланованого розлому пробурювали циліндричні отвори (шпури), в які забивали клини з сухої деревини. Поверхню отворів періодично змочували, що вело до розбухання деревини й утворення в моноліті тріщини розколу. Цей спосіб застосовували в міцних і крихких породах (гранітах, мармурах, діоритах). Отвори видовбували за допомогою ручного буру, що впроваджували в породу ударами молотка. Використовували також технології свердління, які були добре розвинуті в Єгипті.
При розробці особливо великих блоків для виготовлення монументів вруб проводився широким вибоєм, який проходив по периметру майбутнього обеліска, після чого проводили клиновий відрив донної частини блоку. Прикладами такої технології можуть служити незакінчені обеліски на честь цариці Хатшепсут і Тутмоса III в Асуані, розробка яких велась у середині II тис. до н. е. Прикметно, що довжина окремих блоків, що виламували в цих випадках, сягала 42 м, а вага — перебільшувала 1200 т.

## Дослідження некрополя Гіза 1903—1905 рр
У 1903 році права на розкопки Західного поля і пірамід некрополя Гізи були розділені між трьома установами з Італії, Німеччини та Сполучених Штатів Америки.

### Передісторія
До поділу плато Гізи на три інституційні концесії у 1903 році на території некрополя Гізи було дозволено проводити аматорські та приватні розкопки. Діяльність цих археологів-аматорів не відповідала високим науковим стандартам. Монтегю Баллард, наприклад, проводив розкопки на Західному кладовищі (з нерішучого дозволу Єгипетської служби древностей) і не вів обліку своїх знахідок та не публікував їх.
Італійська, німецька та американська концесії в Гізі
У 1902 році Єгипетська служба древностей під керівництвом Гастона Масперо вирішила видавати дозволи виключно уповноваженим особам, які представляють державні установи. У листопаді того ж року Служба надала трьом вченим концесії на некрополь Гізи. Це були італієць Ернесто Скіапареллі з Туринського музею, німець Георг Штейндорф з Лейпцизького університету, який отримав фінансування від Вільгельма Пелізеуса, і американець Джордж Рейснер з експедиції Херста. Протягом кількох місяців ділянка була розділена між концесіонерами після зустрічі в готелі Mena House за участю Скіапареллі, Людвіга Борхардта (представника Штайндорфа в Єгипті) та Рейснера.

### Відділ Західного поля
На початку XX століття три найбільші піраміди на плато Гіза вважалися в основному вичерпаними попередніми розкопками, тому вважалося, що Західне кладовище та його колекція приватних гробниць-мастаб вважалися найбагатшою нерозкопаною частиною плато. Дружина Джорджа Рейснера, Мері, витягла назви з капелюха, щоб розподілити три довгі ділянки некрополя зі сходу на захід між італійською, німецькою та американською місіями. Скіапареллі отримал найпівденнішу ділянку, Борхардт — центральну, а Рейснер — найпівнічнішу.

### Поділ пірамід
Права на розкопки пірамід також були предметом переговорів між Скіапареллі, Борхардтом і Рейснером. Скіапареллі отримав право на розкопки Великої піраміди Хуфу разом із трьома пов'язаними з нею пірамідами цариць і більшою частиною її Східного кладовища. Борхардт отримав піраміду Хефрена, дамбу навколо неї, Сфінкса і пов'язані з ним храми. Рейснер претендував на піраміду Менкаура, а також пов'язані з нею піраміди цариць і храм-піраміду, а також частину Східного кладовища Скіапареллі. Будь-які майбутні суперечки мав вирішувати інспектор Джеймс Квібелл, згідно з листом від Борхардта до Масперо.

### Безпосередні наслідки
Такий порядок проіснував до 1905 року, коли під наглядом Скіапареллі та Франческо Баллеріні італійські розкопки в Гізі припинилися. Оскільки італійці були більше зацікавлені в місцях, які могли б дати більше папірусів, вони передали свою концесію на південну смугу Західного кладовища американцям під керівництвом Рейснера.

## Сучасне використання
У 1978 році Grateful Dead відіграли серію концертів, які пізніше вийшли під назвою Rocking the Cradle: Egypt 1978. У 2007 році колумбійська співачка Шакіра виступала в комплексі перед натовпом приблизно в 100 000 людей. Комплекс використовувався для проведення фінального жеребкування Кубка африканських націй 2019 року та Чемпіонату світу з гандболу серед чоловіків 2021 року.
Міністр туризму Єгипту оприлюднив плани реконструкції комплексу вартістю 17 000 000 євро до кінця 2021 року з метою стимулювання туризму в Єгипті, а також для того, щоб зробити об'єкт більш доступним і дружнім до туристів. За даними Lonely Planet, реконструкція включає новий центр для відвідувачів, екологічно чистий електробус, ресторан (9 Pyramids Lounge), а також кінотеатр, громадські туалети, вивіски по всьому об'єкту, фуд-траки, фотозони та безкоштовний Wi-Fi. Новий об'єкт є частиною ширшого плану з реконструкції об'єкта, якому 4500 років.

## Галерея

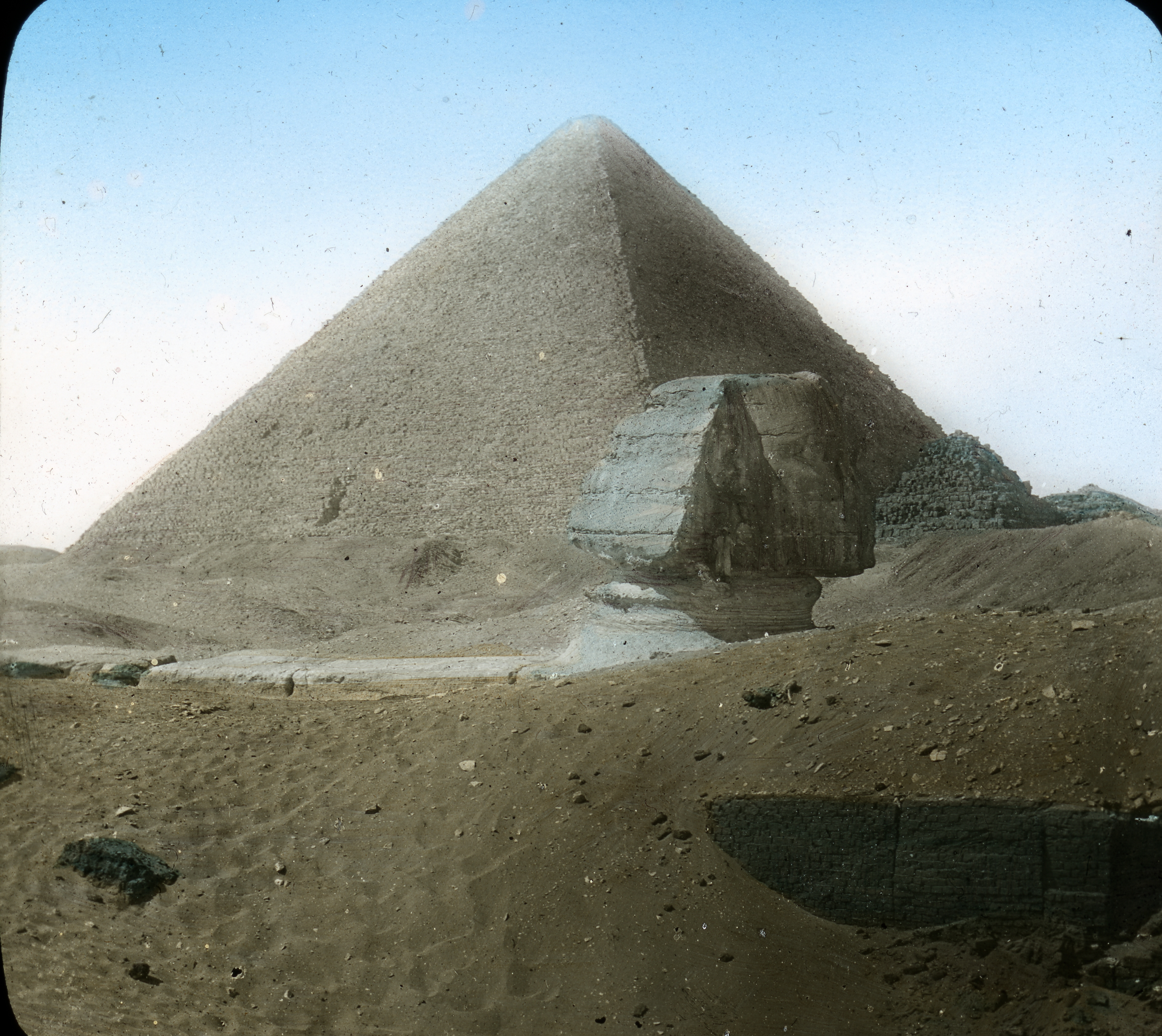
Сфінкс і піраміди, фотографія до 1900 року. Бруклінський музей.
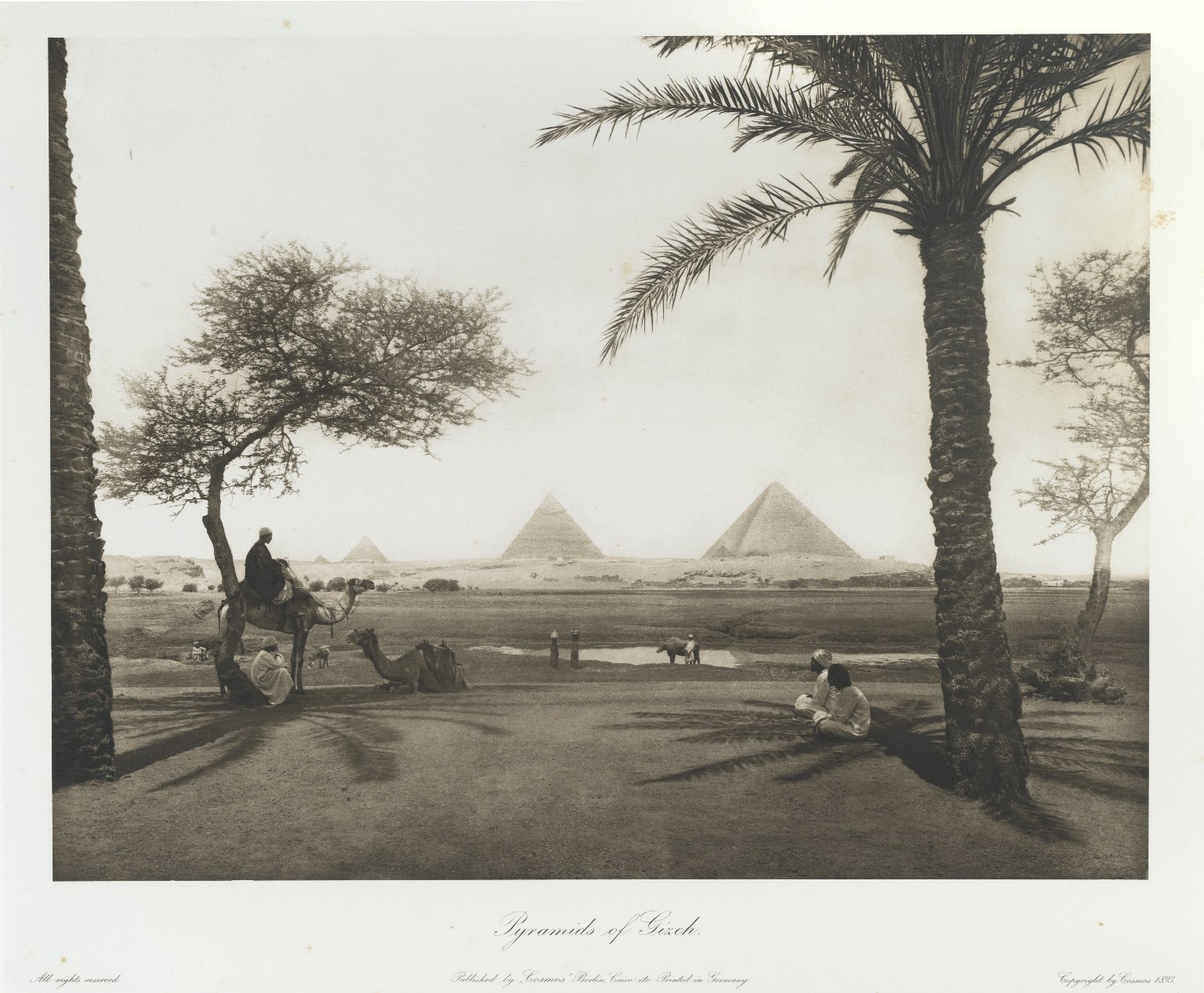
Піраміди Гізи. 1893. Єгипет; геліогравюри за оригінальними видами. Бібліотека єгиптології Вілбура. Бруклінський музей
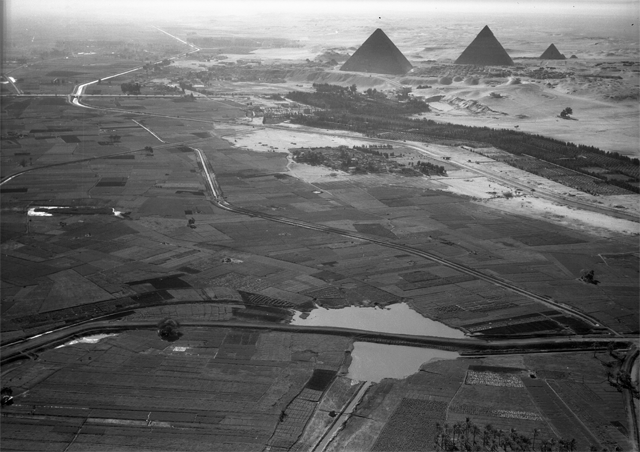
Вид з висоти пташиного польоту на північ окультуреної долини Нілу з пірамідами на задньому плані
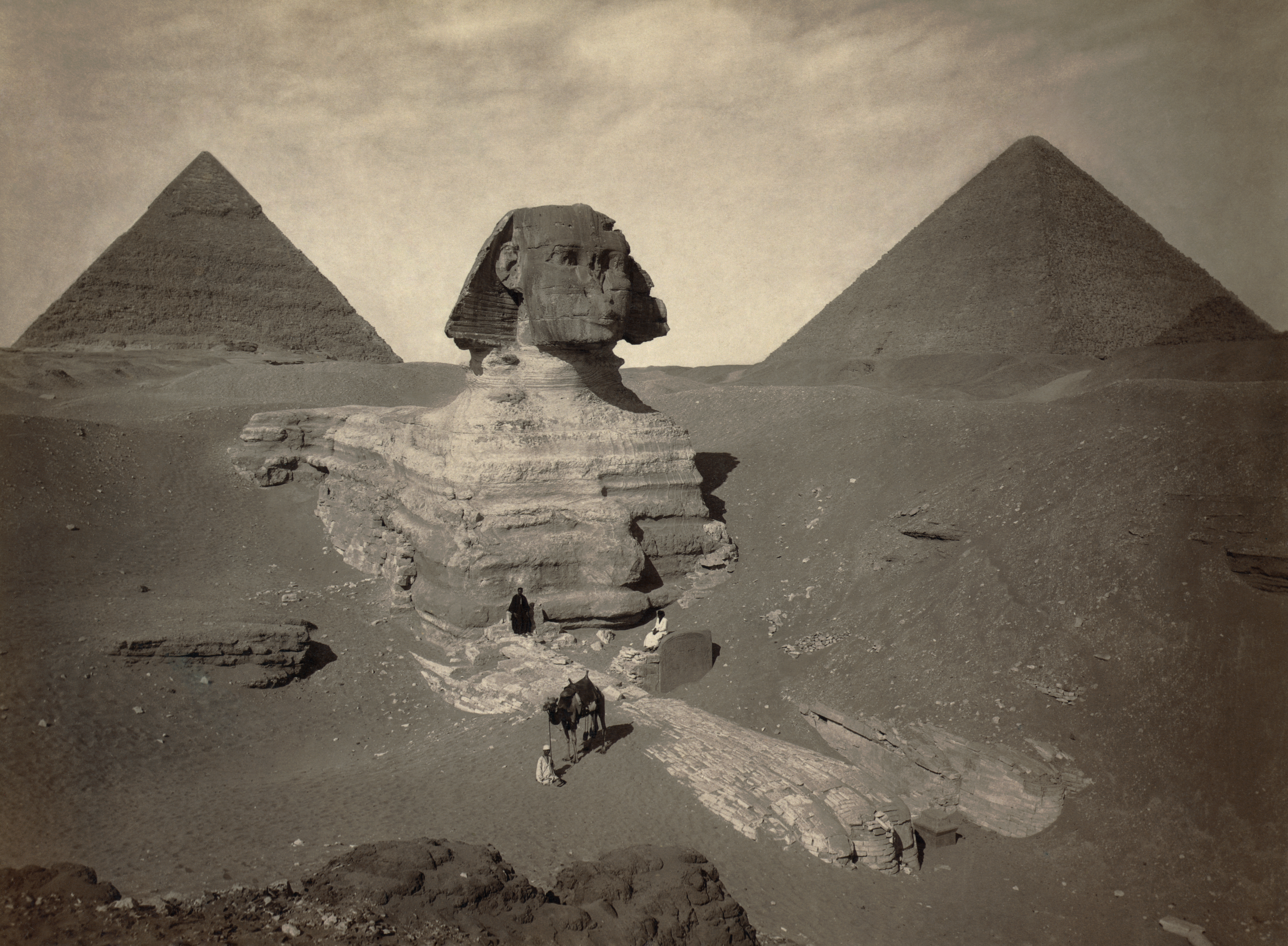
Частково розкопаний Великий Сфінкс, фотографія зроблена між 1867 і 1899 роками
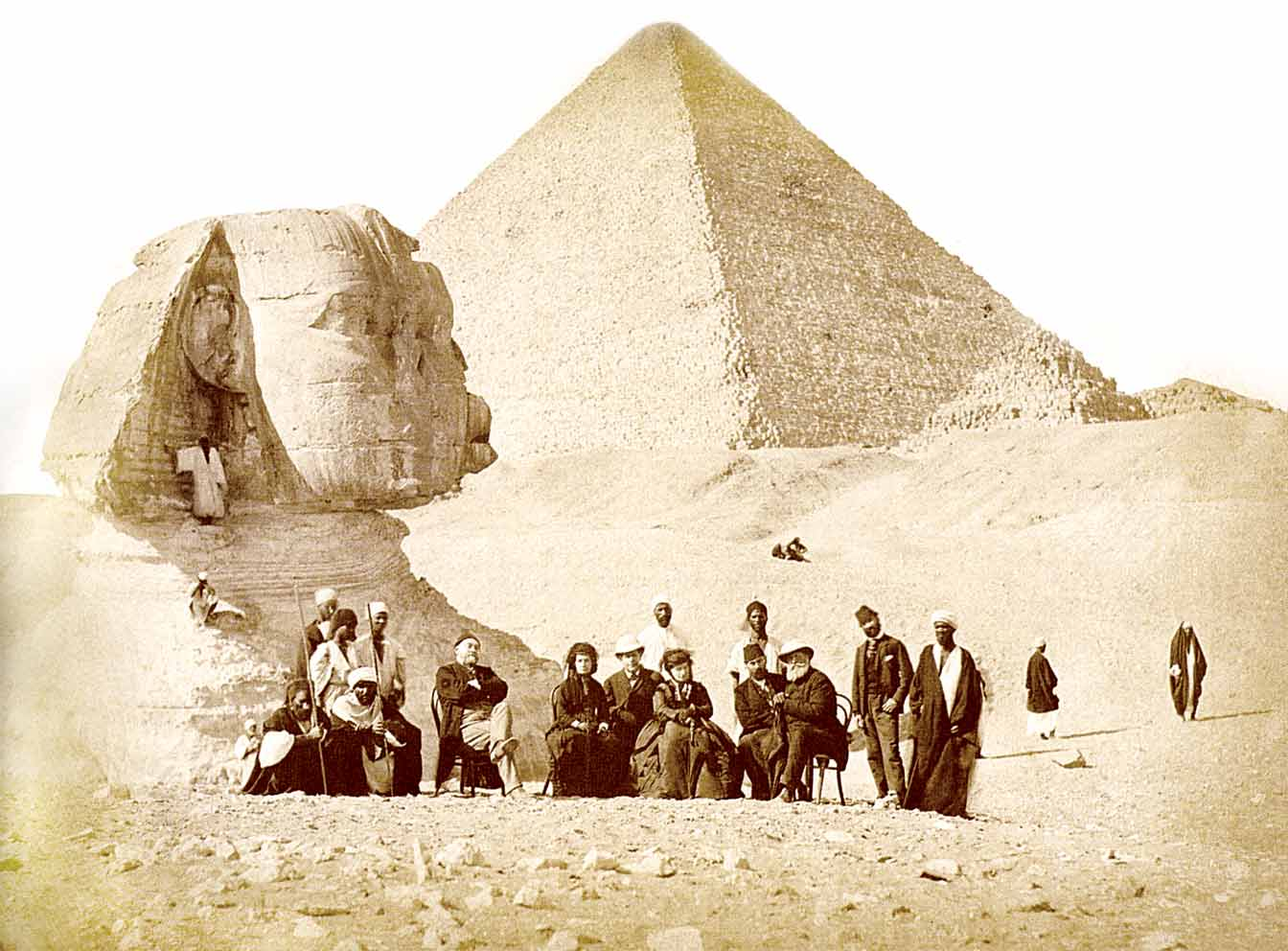
Огюст Маріетт (сидить ліворуч) і імператор Бразилії Педру II (сидить праворуч)  в оточенні місцевих єгиптян під час подорожі імператора до Єгипту наприкінці 1871 року
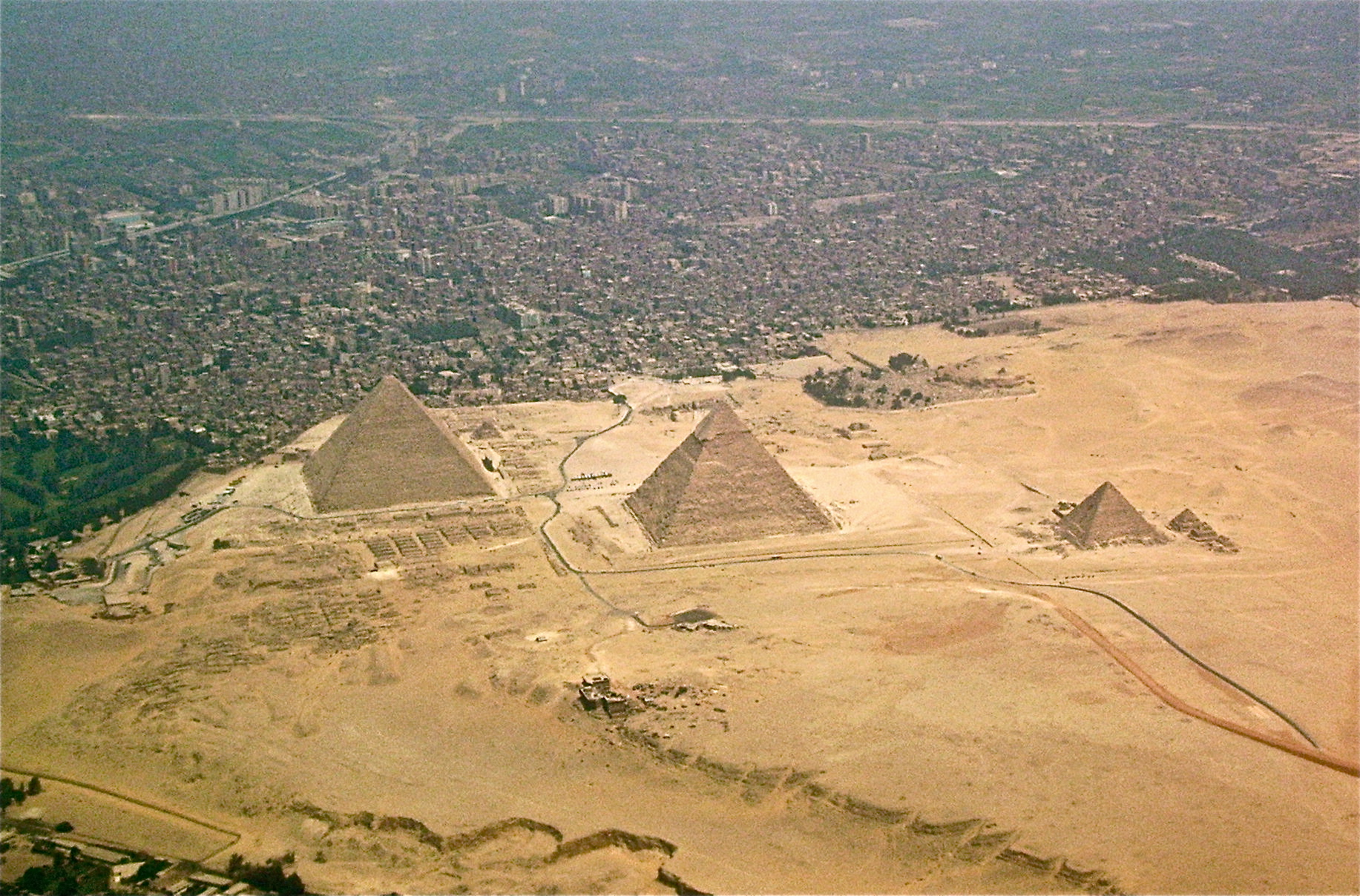
Вид згори
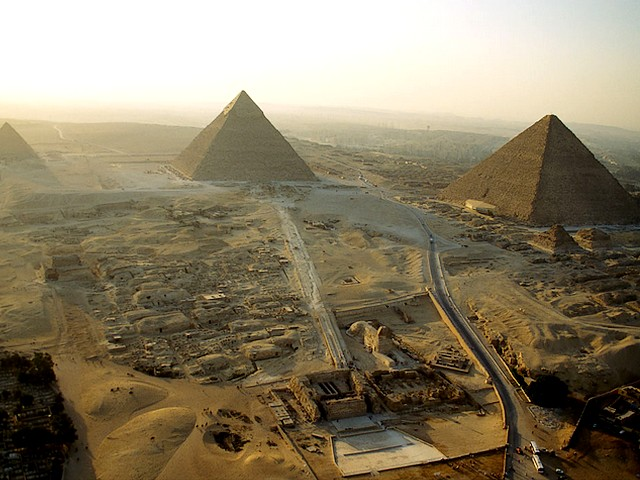
Вид згори
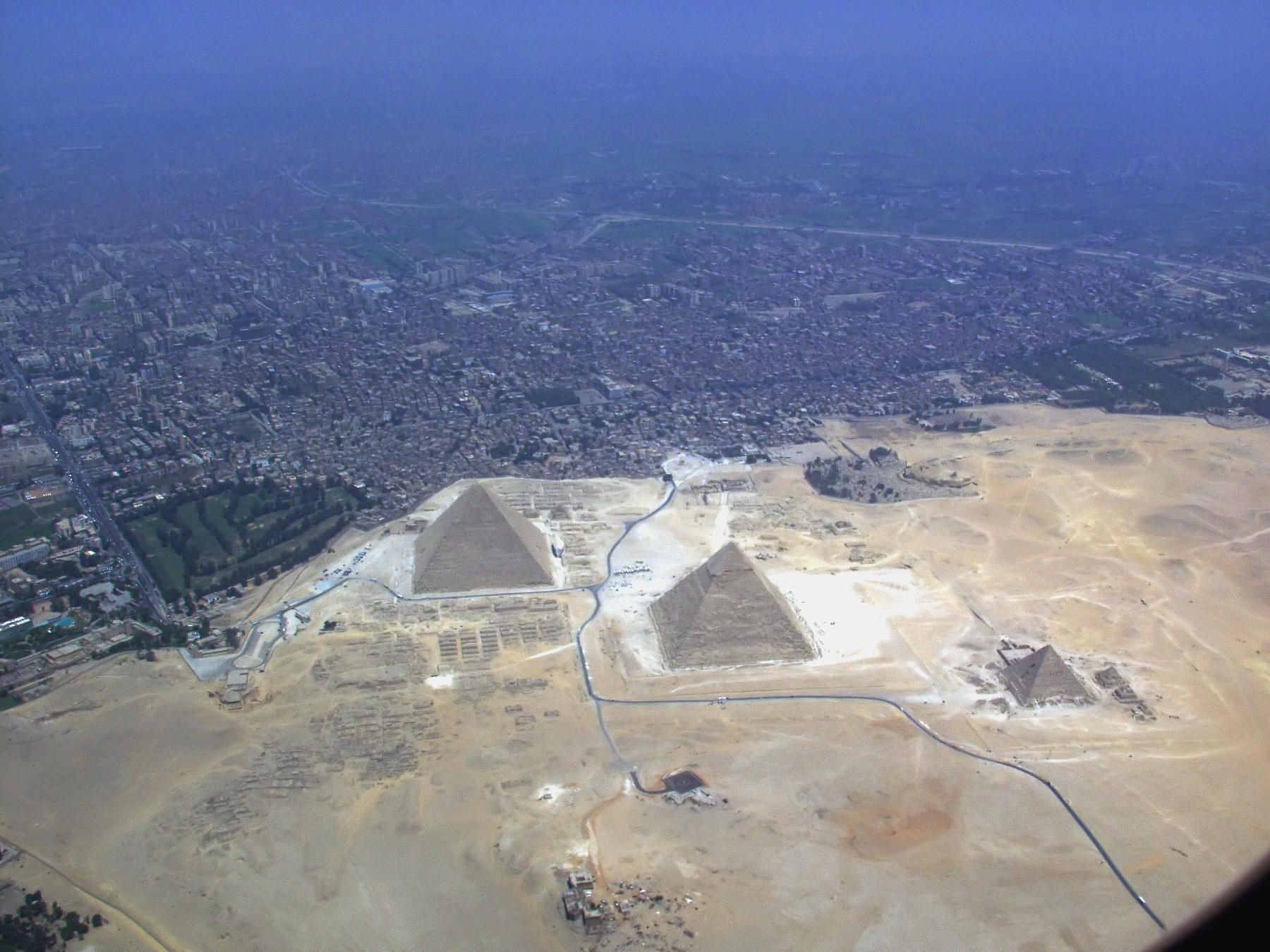
Вид згори
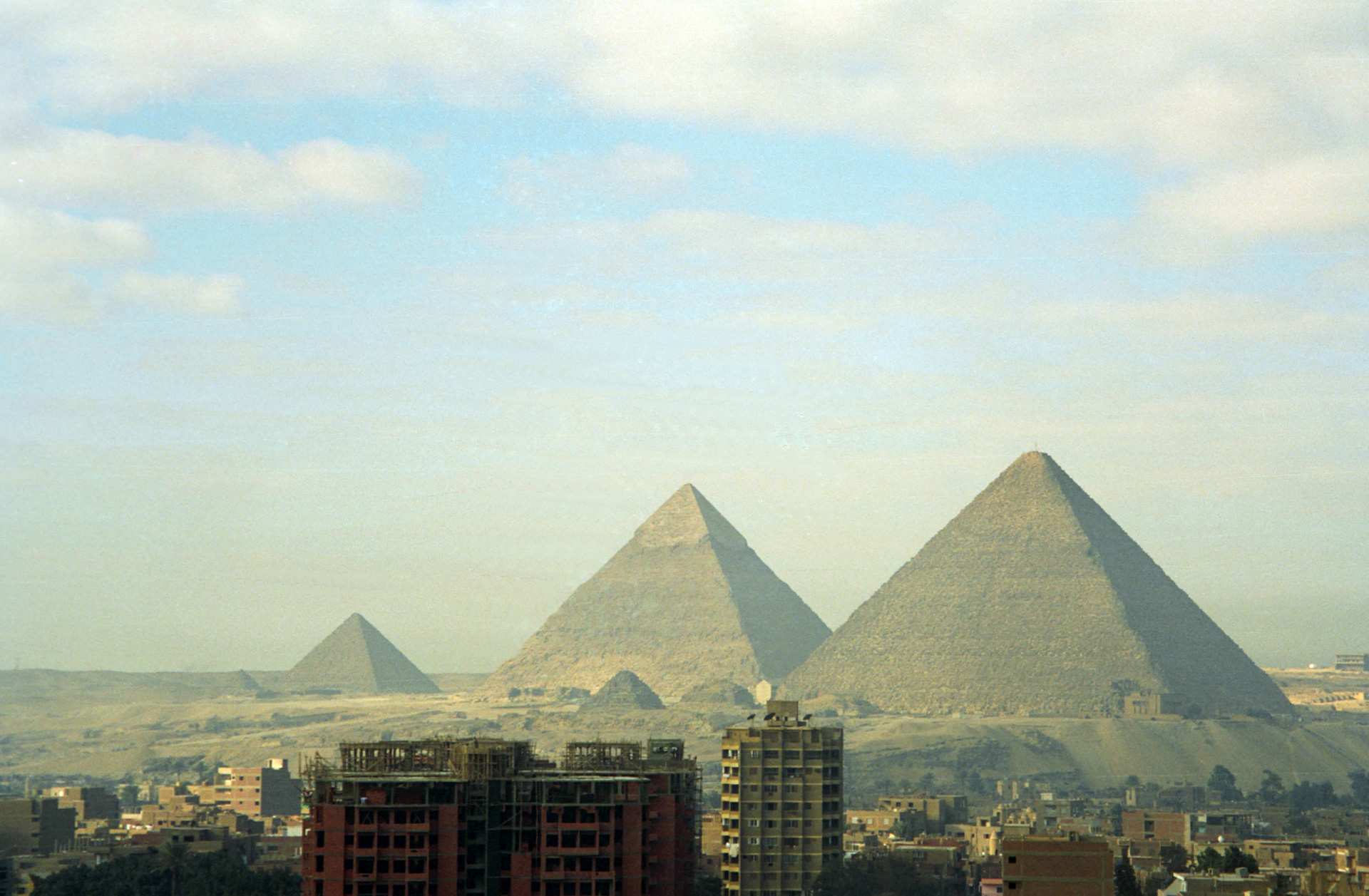
Піраміди Ґізи
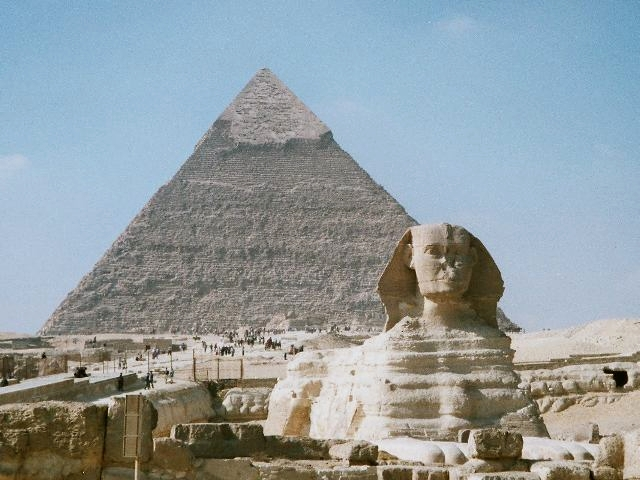
Великий Сфінкс
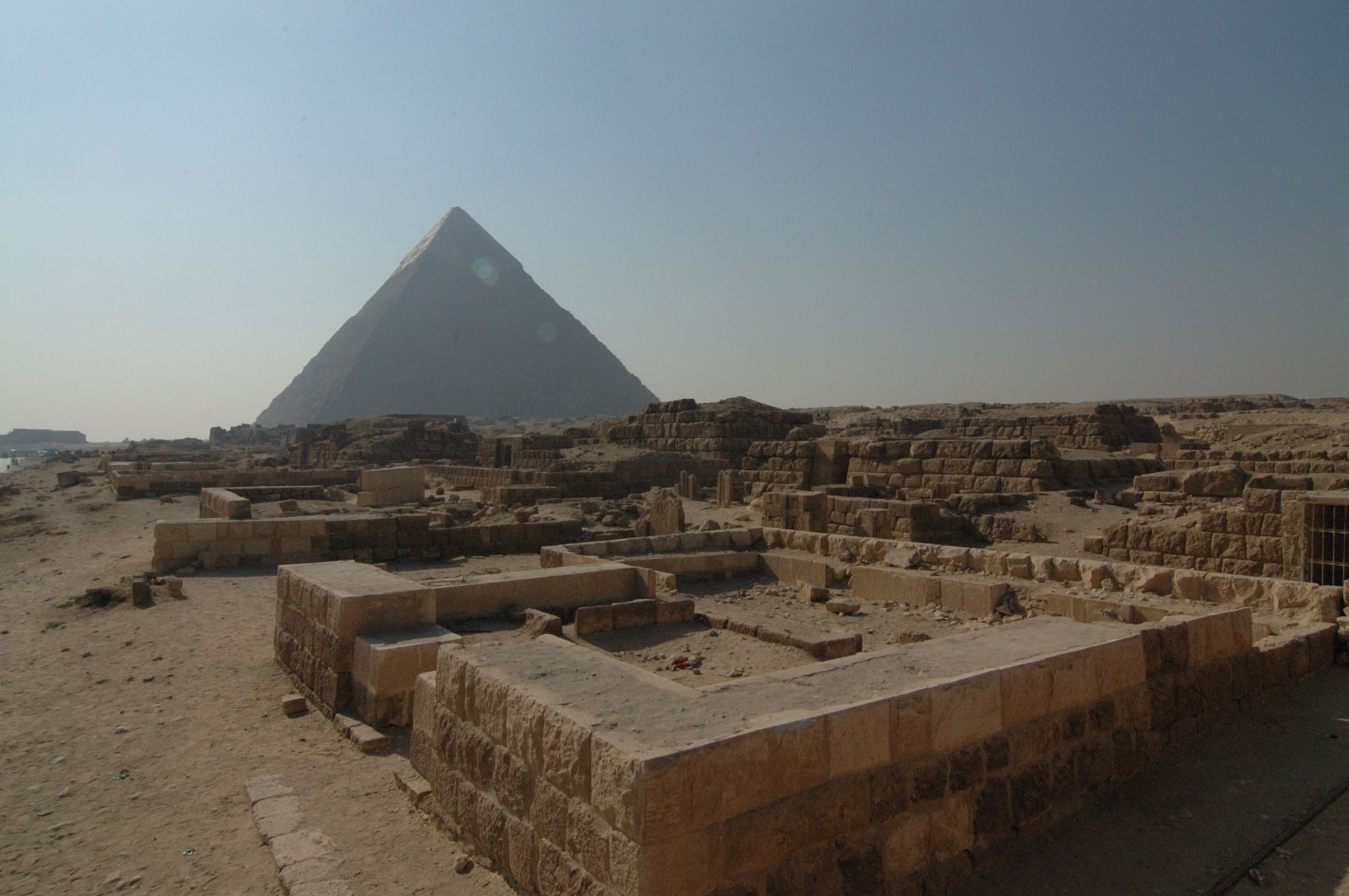
Масшатаба та піраміда Хефрена
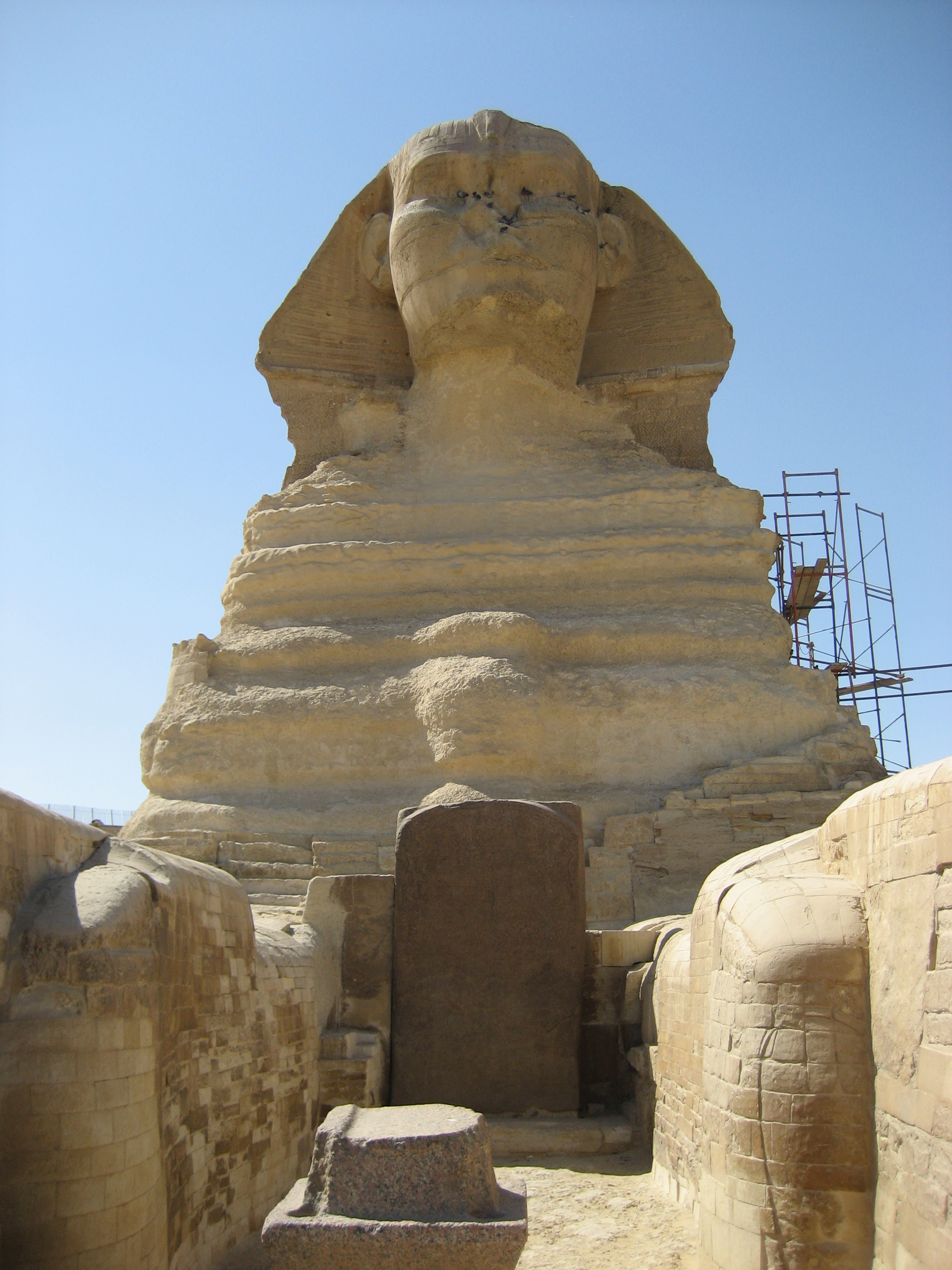
Сфінкс зі стелою
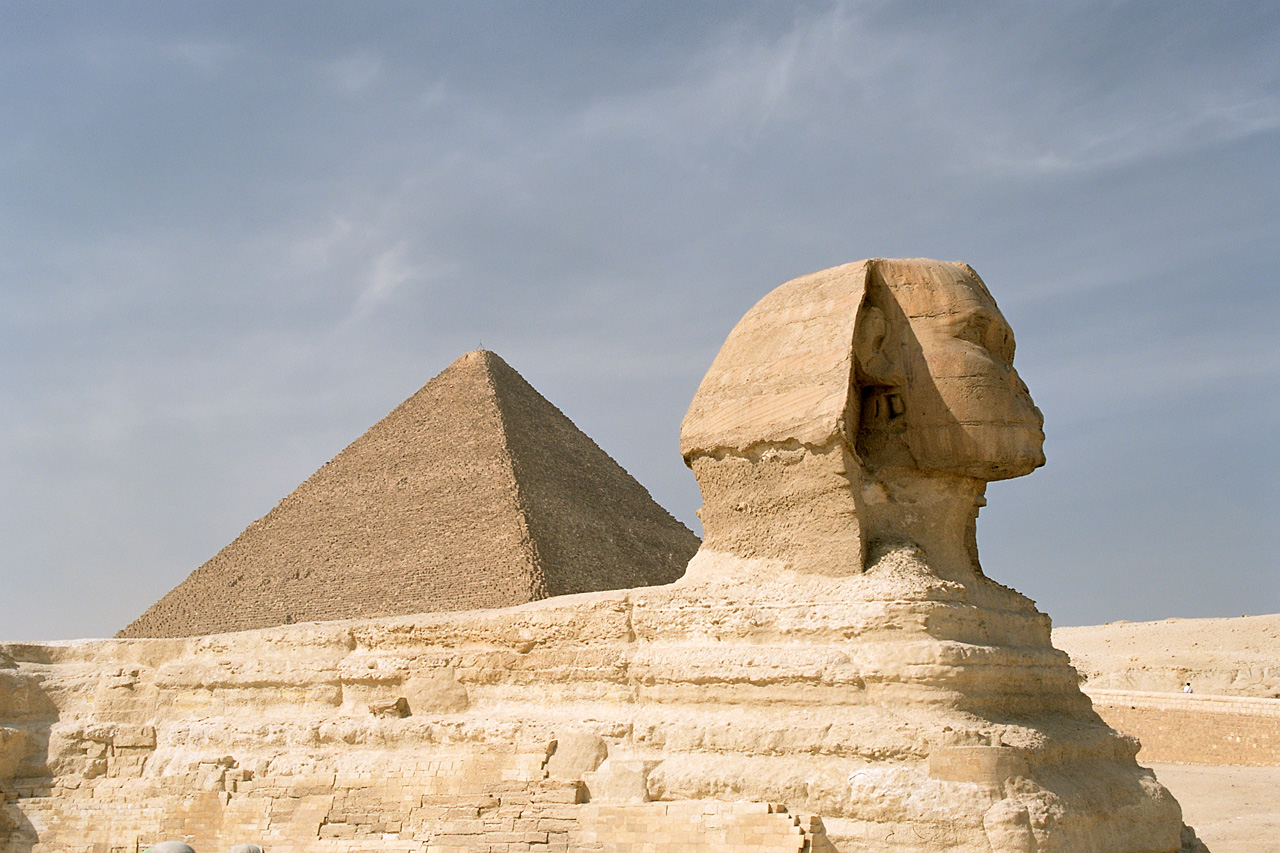
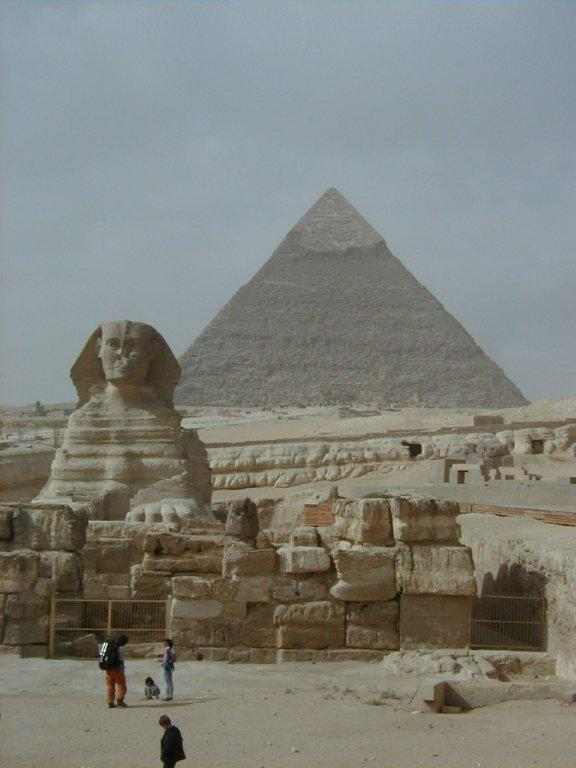
Сфінкс і піраміди
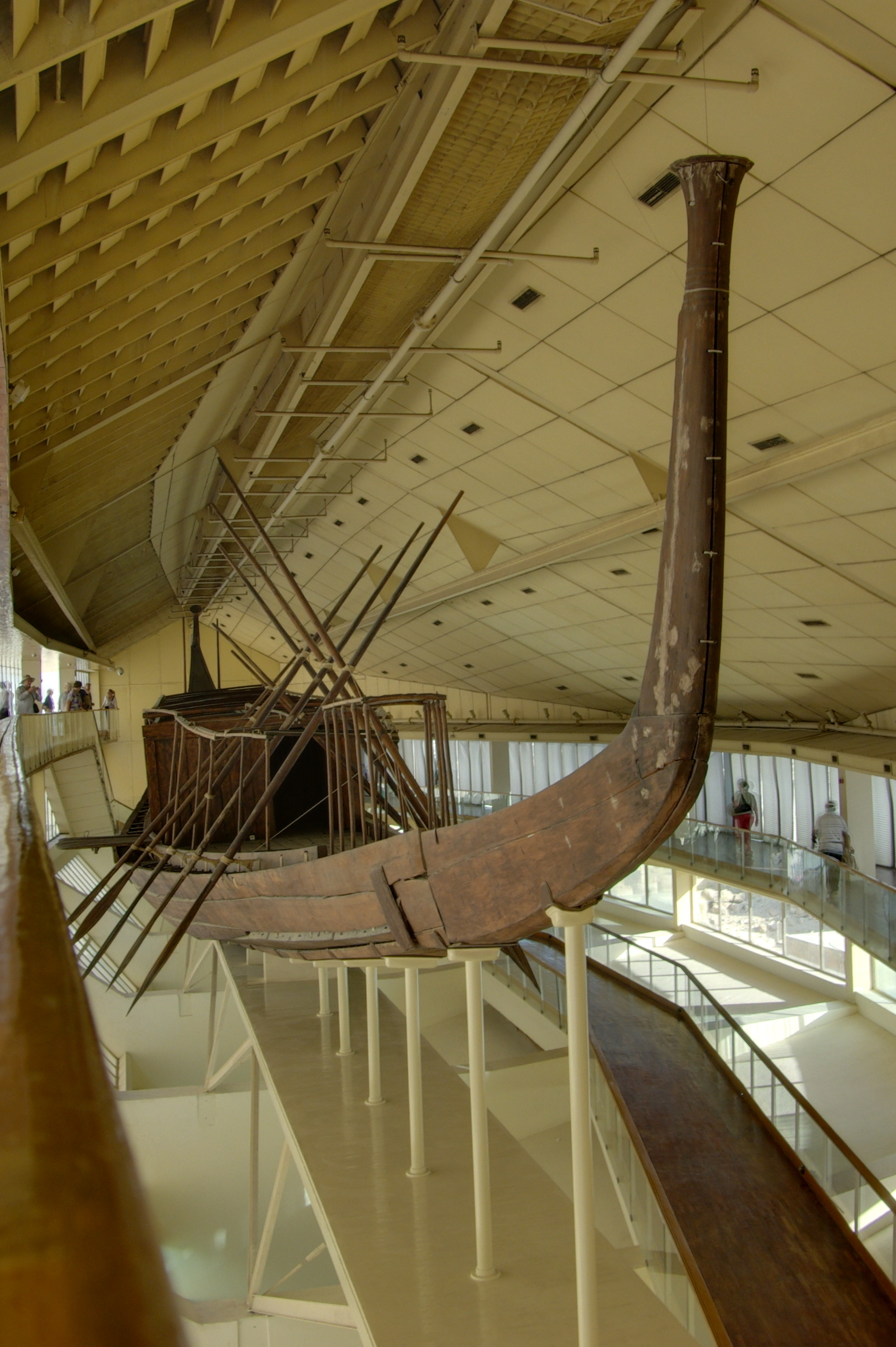
Сонячний човен